# 東北林業大学
東北林業大学（とうほくりんぎょうだいがく、英語: Northeast Forestry University、公用語表記: 东北林业大学）は、黒竜江省ハルビン市香坊区和興路26号に本部を置く中華人民共和国の国立大学。1952年創立、1952年大学設置。大学の略称は東北林大（とうほくりんだい）。

## 概観
1952年に浙江大学農学院森林系と東北農学院森林系を統合して創設された、中国教育部直轄、211工程対象の重点大学である。東北林業大学は中国最大の森林地帯である黒龍江省の中心都市ハルビン市にあり、校区面積は136万平方メートル、実習林なども含めると3万ヘクタールに達する広大なものである。東北林業大学は林業を特色とし、農学、工学、文学、法学などもカバーする総合大学である。東北林業大学は16学部59学科を擁し、学生数は28,000人であり、大学創設以来今までに7万人を超える卒業生を送り出してきた。また、教員数は1,356人で、中国工程院会員7人を含む優秀な研究者がそろっている。　1964年に吉林林業工程学院の一部を編入したあと、1985年に「東北林業大学」に改称された。

## 組織
- 林学院
- 園林学院
- 理学院
- 交通学院
- 機電工程学院
- 外国語学院
- 工程技術学院
- 生命科学学院
- 土木工程学院
- 材料科学及び工程学院
- 情報及び計算機工学学院
- 経済管理学院
- 人文社会科学学院
- 野生動物保護学院
- 化学工業と資源利用学院

## 海外協定校
- 中華民国
  - 国立中興大学
  - 国立台北大学
  - 義守大学
  - 東海大学
  - 中国文化大学
  - 国立屏東大学
  - 国立台中教育大学
  - 朝陽科技大学
- オーストラリア
  - アデレード大学
- フィンランド
  - ヘルシンキ大学
  - トゥルク大学
  - 東フィンランド大学
- 大韓民国
  - 江原大学校
- 英国
  - バンゴル大学
  - エクセター大学
- アメリカ合衆国
  - ミシシッピ州立大学
  - パデュー大学カリュメント

### 日本における協定校
- 日本
  - 愛媛大学
  - 香川大学
  - 北見工業大学
  - 高知大学
  - 東京経済大学
  - 東北公益文科大学
  - 島根大学
  - 山形大学
  - 早稲田大学